# Olympische Winterspiele 1998/Biathlon – Staffel (Männer)
Die 4 × 7,5-km-Staffel der Männer im Biathlon bei den Olympischen Winterspielen 1998 wurde am 21. Februar im Biathlonstadion Nozawa Onsen ausgetragen. Es gingen insgesamt 72 Athleten aus 18 Nationen an den Start.

## Ergebnisse
| Rang | #  | Staffel                                                                           | Zeit                                                        | Fehler (L+S)                             | Defizit     |
| ---- | -- | --------------------------------------------------------------------------------- | ----------------------------------------------------------- | ---------------------------------------- | ----------- |
| 1    | 4  | Deutschland Ricco Groß Peter Sendel Sven Fischer Frank Luck                       | 1:21:36,2 h 20:09,3 min 19:56,6 min 20:18,0 min 21:12,3 min | 0+4 0+2 0+0 0+1 0+0 0+0 0+2 0+0 0+2 0+1  | –           |
| 2    | 1  | Norwegen Egil Gjelland Halvard Hanevold Dag Bjørndalen Ole Einar Bjørndalen       | 1:21:56,3 h 20:33,8 min 20:08,7 min 21:25,0 min 19:48,8 min | 0+4 0+3 0+1 0+1 0+1 0+0 0+2 0+2 0+0 0+0  | +0:20,1 min |
| 3    | 3  | Russland Pawel Muslimow Wladimir Dratschow Sergei Tarassow Wiktor Maigurow        | 1:22:19,3 h 20:35,9 min 19:56,6 min 21:01,4 min 20:45,4 min | 0+3 0+4 0+0 0+1 0+0 0+2 0+3 0+0 0+0 0+1  | +0:43,1 min |
| 4    | 7  | Belarus Oleksij Ajdarow Aleh Ryschankou Aljaksandr Papou Wadsim Saschuryn         | 1:23:14,0 h 20:23,6 min 20:18,5 min 21:08,3 min 21:23,6 min | 0+0 0+4 0+0 0+0 0+0 0+3 0+0 0+1 0+0 0+0  | +1:37,8 min |
| 5    | 13 | Polen Wiesław Ziemianin Tomasz Sikora Jan Ziemianin Wojciech Kozub                | 1:24:09,8 h 20:29,7 min 20:54,5 min 21:34,3 min 21:11,3 min | 0+2 0+6 0+0 0+1 0+0 0+2 0+0 0+1 0+2 0+2  | +2:33,6 min |
| 6    | 10 | Lettland Oļegs Maļuhins Ilmārs Bricis Gundars Upenieks Jēkabs Nākums              | 1:24:24,4 h 20:18,2 min 19:46,7 min 22:48,1 min 21:31,4 min | 0+6 2+6 0+2 0+0 0+1 0+0 0+3 1+3 0+0 1+3  | +2:48,2 min |
| 7    | 6  | Frankreich Andreas Heymann Raphaël Poirée Thierry Dusserre Patrice Bailly-Salins  | 1:24:53,0 h 20:44,5 min 20:04,4 min 22:12,0 min 21:52,1 min | 0+4 2+7 0+1 0+0 0+2 0+1 0+1 1+3 0+0 1+3  | +3:16,8 min |
| 8    | 5  | Finnland Ville Räikkönen Paavo Puurunen Harri Eloranta Olli-Pekka Peltola         | 1:25:01,4 h 20:34,3 min 20:08,6 min 22:31,0 min 21:47,5 min | 0+4 2+7 0+2 0+0 0+0 0+1 0+2 1+3 0+0 1+3  | +3:25,2 min |
| 9    | 8  | Italien Patrick Favre Wilfried Pallhuber René Cattarinussi Pieralberto Carrara    | 1:25:07,3 h 21:13,0 min 20:50,7 min 20:55,9 min 22:07,7 min | 0+7 1+10 0+3 0+3 0+1 0+1 0+0 0+3 0+3 1+3 | +3:31,1 min |
| 10   | 12 | Schweden Mikael Löfgren Jonas Eriksson Tord Wiksten Fredrik Kuoppa                | 1:25:25,7 h 21:01,0 min 21:41,9 min 22:09,3 min 20:33,5 min | 0+7 0+7 0+3 0+2 0+2 0+3 0+2 0+2 0+0 0+0  | +3:49,5 min |
| 11   | 9  | Österreich Wolfgang Perner Ludwig Gredler Reinhard Neuner Wolfgang Rottmann       | 1:25:33,8 h 20:32,6 min 21:04,8 min 22:39,1 min 21:17,3 min | 1+6 1+9 0+1 0+1 0+0 1+3 1+3 0+3 0+2 0+2  | +3:57,6 min |
| 12   | 2  | Slowenien Aleksander Grajf Jože Poklukar Janez Ožbolt Tomaž Globočnik             | 1:25:43,2 h 20:56,6 min 21:55,6 min 21:45,4 min 21:05,6 min | 2+5 0+4 0+0 0+2 2+3 0+1 0+2 0+1 0+1 0+3  | +4:07,0 min |
| 13   | 11 | Estland Janno Prants Indrek Tobreluts Kalju Ojaste Dimitri Borovik                | 1:26:30,2 h 20:39,7 min 21:15,3 min 23:03,7 min 21:31,5 min | 0+4 0+9 0+0 0+2 0+0 0+1 0+3 0+3 0+1 0+3  | +4:54,0 min |
| 14   | 16 | Tschechien Petr Garabík Zdeněk Vítek Jiří Holubec Ivan Masařík                    | 1:26:35,5 h 21:30,8 min 22:11,8 min 22:00,9 min 20:52,0 min | 0+0 0+7 0+0 0+2 0+0 0+1 0+0 0+3 0+0 0+1  | +4:59,3 min |
| 15   | 17 | Japan Kyōji Suga Hironao Meguro Shūichi Sekiya Atsushi Kazama                     | 1:27:55,7 h 22:10,9 min 20:56,3 min 21:44,0 min 23:04,5 min | 2+9 2+9 1+3 0+2 0+0 0+3 0+3 0+1 1+3 2+3  | +6:19,5 min |
| 16   | 18 | Kasachstan Dmitri Pantow Dmitri Posdnjakow Alexander Menschtschikow Waleri Iwanow | 1:27:56,0 h 22:37,0 min 21:41,2 min 21:57,7 min 21:40,1 min | 0+5 1+9 0+1 1+3 0+0 0+2 0+1 0+2 0+3 0+2  | +6:19,8 min |
| 17   | 15 | Vereinigte Staaten Jay Hakkinen Dan Westover Andrew Erickson Robert Rosser        | 1:28:13,9 h 20:37,7 min 22:14,0 min 22:57,2 min 22:25,0 min | 0+8 0+7 0+2 0+2 0+3 0+1 0+2 0+3 0+1 0+1  | +6:37,7 min |
| 18   | 24 | Ukraine Wjatscheslaw Derkatsch Ruslan Lyssenko Mykola Krupnyk Andrij Derysemlja   | 1:28:57,1 h 21:29,0 min 21:41,9 min 21:54,2 min 23:52,0 min | 3+6 1+7 0+1 0+2 0+1 0+1 3+3 1+3          | +7:20,9 min |